# Carl Hagelin
Carl Oliver Hagelin, född 23 augusti 1988 i Nykvarn i Turinge församling, är en svensk före detta professionell ishockeyspelare som sist spelade för Washington Capitals i NHL.
Han spelade tidigare på NHL-nivå för Los Angeles Kings, Pittsburgh Penguins, Anaheim Ducks och New York Rangers och på lägre nivåer för Connecticut Whale i AHL, Södertälje SK i Hockeyallsvenskan och Michigan Wolverines (University of Michigan) i NCAA. Hagelin är en av de svenskar som spelat i ett lag som vunnit Stanley Cup.

## Statistik
| 2005–2006   | Södertälje SK J20   | J20 Superelit     | 41  | 20 | 20  | 40  | 42  | 4   | 1  | 2  | 3  | 22 |
| 2006–2007   | Södertälje SK J20   | J20 Superelit     | 40  | 24 | 31  | 55  | 42  | 3   | 1  | 5  | 6  | 20 |
| 2007–2008   | Michigan Wolverines | NCAA              | 41  | 11 | 11  | 22  | 28  | —   | —  | —  | —  | —  |
| 2008–2009   | Michigan Wolverines | NCAA              | 41  | 13 | 18  | 31  | 32  | —   | —  | —  | —  | —  |
| 2009–2010   | Michigan Wolverines | NCAA              | 45  | 19 | 31  | 50  | 34  | —   | —  | —  | —  | —  |
| 2010–2011   | Michigan Wolverines | NCAA              | 44  | 18 | 31  | 49  | 39  | —   | —  | —  | —  | —  |
|             | Connecticut Whale   | AHL               | —   | —  | —   | —   | —   | 5   | 1  | 1  | 2  | 4  |
| 2011–2012   | New York Rangers    | NHL               | 64  | 14 | 24  | 38  | 24  | 17  | 0  | 3  | 3  | 17 |
|             | Connecticut Whale   | AHL               | 17  | 7  | 6   | 13  | 6   | —   | —  | —  | —  | —  |
| 2012–2013   | New York Rangers    | NHL               | 48  | 10 | 14  | 24  | 18  | 12  | 3  | 3  | 6  | 0  |
|             | Södertälje SK       | Hockeyallsvenskan | 8   | 5  | 6   | 11  | 0   | —   | —  | —  | —  | —  |
| 2013–2014   | New York Rangers    | NHL               | 72  | 17 | 16  | 33  | 44  | 25  | 7  | 5  | 12 | 16 |
| 2014–2015   | New York Rangers    | NHL               | 82  | 17 | 18  | 35  | 46  | 19  | 2  | 3  | 5  | 6  |
| 2015–2016   | Anaheim Ducks       | NHL               | 42  | 4  | 7   | 11  | 12  | —   | —  | —  | —  | —  |
|             | Pittsburgh Penguins | NHL               | 37  | 10 | 17  | 27  | 18  | 24  | 6  | 10 | 16 | 14 |
| 2016–2017   | Pittsburgh Penguins | NHL               | 61  | 6  | 16  | 22  | 16  | 15  | 2  | 0  | 2  | 19 |
| 2017–2018   | Pittsburgh Penguins | NHL               | 81  | 10 | 21  | 31  | 28  | 9   | 2  | 1  | 3  | 2  |
| 2018–2019   | Pittsburgh Penguins | NHL               | 16  | 1  | 2   | 3   | 12  | —   | —  | —  | —  | —  |
|             | Los Angeles Kings   | NHL               | 22  | 1  | 4   | 5   | 8   | —   | —  | —  | —  | —  |
|             | Washington Capitals | NHL               | —   | —  | —   | —   | —   | —   | —  | —  | —  | —  |
| NHL totalt  | NHL totalt          | NHL totalt        | 526 | 90 | 140 | 230 | 228 | 121 | 22 | 25 | 47 | 74 |
| NCAA totalt | NCAA totalt         | NCAA totalt       | 171 | 61 | 91  | 152 | 133 | —   | —  | —  | —  | —  |